# Hoofdvaart (Haarlemmermeer)
Le Hoofdvaart (nl. Canal principal) est un canal néerlandais du polder du Haarlemmermeer, situé dans la Hollande-Septentrionale.
Le Hoofdvaart traverse le Haarlemmermeer du nord au sud, sur 20 km en ligne droite, passant par Hoofddorp et Nieuw-Vennep. Le canal connaît un seul petit virage, à Abbenes. Au nord, le canal communique via une station de pompage au Ringvaart à Lijnden ; au sud, c'est une station de pompage à Buitenkaag qui a la même fonction. Ces stations de pompage permettent d'évacuer les eaux du Hoofdvaart dans le Ringvaart, et par conséquent de tenir le polder du Haarlemmermeer au sec.
Le canal ne sert plus à la navigation.

## Source
- (nl) Cet article est partiellement ou en totalité issu de l’article de Wikipédia en néerlandais intitulé « Hoofdvaart (Haarlemmermeer) » (voir la liste des auteurs).